# Pantherturm
Pantherturm — башни танка Пантера, используемые в качестве разновидности стационарных укреплений — ДОТОв (долговременных огневых точек). Использовались штатные башни танков модификаций Ausf. D и Ausf. A, и с усиленной до 56 мм крышей и отсутствием командирской башенки. Существовало 2 модификации ДОТов с башнями от «Пантер». На конец марта 1945 года было произведено 268 Pantherturm-ДОТов.

## Stahluntersatz
Он же Pantherturm I — башня устанавливалась на бронированное основание, сваренное из листов толщиной 80 мм, толщина основания башни 100 мм. Основание состояло из двух модулей, боевого и жилого. На верхний модуль устанавливалась башня, и в нём же размещался боекомплект. Нижний модуль использовался в качестве жилого отсека и имел два выхода, первый — через потайную дверь к выходу из ДОТа, второй — в переходную секцию к боевому модулю.

## Betonsockel
Он же Pantherturm III — вариант ДОТа с бетонным основанием, отличался от Pantherturm I несколько увеличенными размерами модулей, выполненных из железобетона, но особых конструктивных отличий не имел.

## Иные версии
Существовали упрощённые версии ДОТов, когда башня монтировалась только на верхний боевой модуль. Часто в качестве ДОТов применялись закопанные по башню повреждённые танки «Пантера».

## Применение
Применялись на Атлантическом вале, на Готической линии в Италии, на Восточном фронте и улицах немецких городов.

## Упоминания в культуре

### В компьютерных играх
- Company of Heroes: Opposing Fronts в кампании за Англию, в миссии Высота 112 и Карпике игроку противостоят в том числе эти ДОТы.
- War Selection: Выступает в роли оборонительного сооружения Германии во второй промышленной революции.